# Ferrari 126C
El Ferrari 126C es el monoplaza con el que Ferrari compitió en la Fórmula 1 entre 1981 y 1984. Fue diseñado por Mauro Forghieri, Antonio Tomaini y Harvey Postlethwaite, mientras que Nicola Materazzi fue el jefe de motores. Fue el primer Ferrari de Fórmula 1 con turbocompresor.
En sus diferentes versiones, ganó un total de 10 carreras en 62 participaciones. Ferrari obtuvo los Campeonatos de Constructores de 1982 y 1983.

## Historia

### Ferrari 126CK

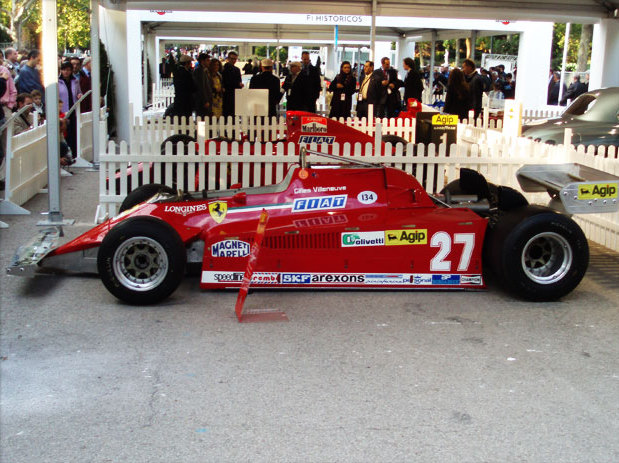
126CK en 2008

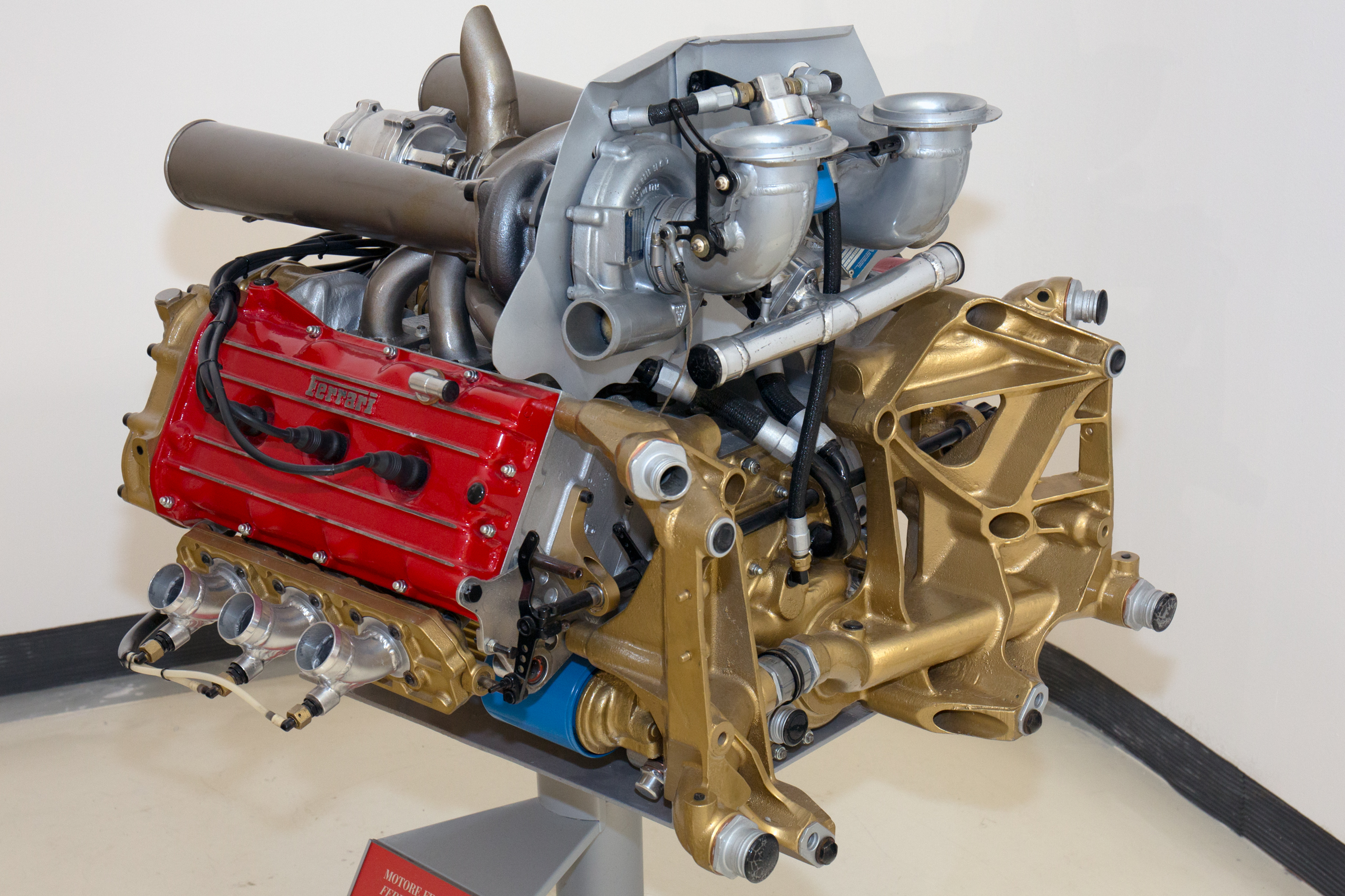
Motor Ferrari 021 en el Museo Ferrari

La primera versión de este monoplaza de Ferrari fue entrenada en 1981, como sucesor del longevo Ferrari 312T que ganó siete títulos entre ambos campeonatos. El principal cambio fue la implementación de un motor V6 biturbo, remplazando el bóxer de 12 cilindros que era un problema para la buena implementación del efecto suelo. Inicialmente utilizaron un sobrealimentador de ondas de presión Comprex, buscando una alternativa a los turbocompresores introducidos por Renault. El Comprex eliminaba el turbolag, pero finalmente el equipo se decantó por el turbo.
El motor era un V6 de 1.5 litros longitudinal a 120 grados. Junto a los dos turbos, alcazaba 600 CV (592 HP; 441 kW) en la configuración de clasificación.
El 126CK fue probado por primera vez en el Gran Premio de Italia de 1980, resultado más rápido que el 312T5 de aquella temporada. Fue estrenado en la primera carrera de la temporada 1981 con Gilles Villeneuve y el nuevo piloto de la escudería Didier Pironi.
El monoplaza sufrió reiteradamente problemas de fiabilidad, finalizando 14 de las 30 participaciones entre ambos pilotos. A pesar de esto, Villeneuve logró dos victorias en Mónaco y España y un tercer podio en Canadá.

### Ferrari 126C2

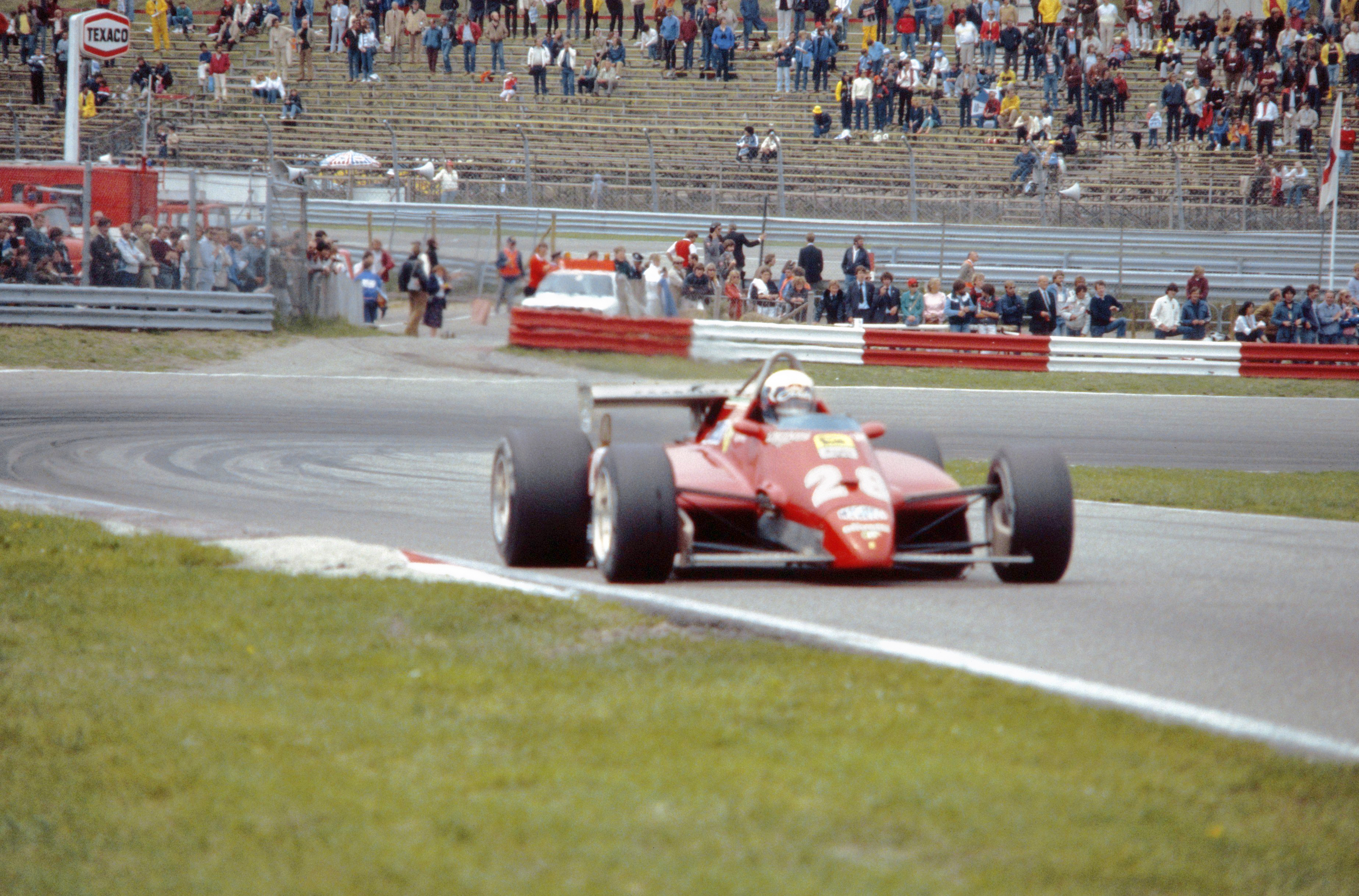
126C2 en el Gran Premio de los Países Bajos de 1982

El Ferrari 126C2 fue la versión actualizada para la temporada 1982. Con la llegada de Harvey Postlethwaite, sufrió importantes cambios en el chasis con respecto a su antecesor. Fue el primer chasis monocasco de aluminio del equipo. Por otro lado, Ferrari abandonó los neumáticos Michelin por los de Goodyear.
Villeneuve terminó tercero en Long Beach con un 126C2 que contaba con un particular alerón formado por dos piezas que, cada una, alcanzaban el ancho máximo reglamentario y que estaban ubicadas una de cada lado. Aprovechaba una laguna reglamentaria y fue implementado como un mensaje político en el contexto de la guerra FISA-FOCA. El canadiense finalmente fue descalificado.
En la siguiente carrera en San Marino, la cuarta de la temporada, Ferrari aprovechó la escasa participación de equipos y se llevó un 1-2 con victoria de Pironi, quien desobedeció una orden de equipo y generó el enojo de Villeneuve. En la clasificación del siguiente Gran Premio en Bélgica, Villeneuve falleció tras sufrir un choque, ser expulsado del vehículo y salir volando por los aires.
Más adelante en la temporada, en Alemania, Pironi también sufriría un grave accidente del cual sobreviviría pero que pondría fin a su carrera en Fórmula 1. Antes de ello, logró una victoria en Países Bajos y una serie de buenos resultados que lo dejaron tanto a él como a Ferrari en el primer puesto de sus respectivos campeonatos.
Patrick Tambay ocupó el asiento de Villeneuve a partir de Países Bajos y Mario Andretti el de Pironi a falta de dos carreras. Tambay logró la victoria en Alemania, que valió para que Ferrari lograra el título sobre McLaren-Ford a pesar de las tragedias de aquella temporada.

### Ferrari 126C2B

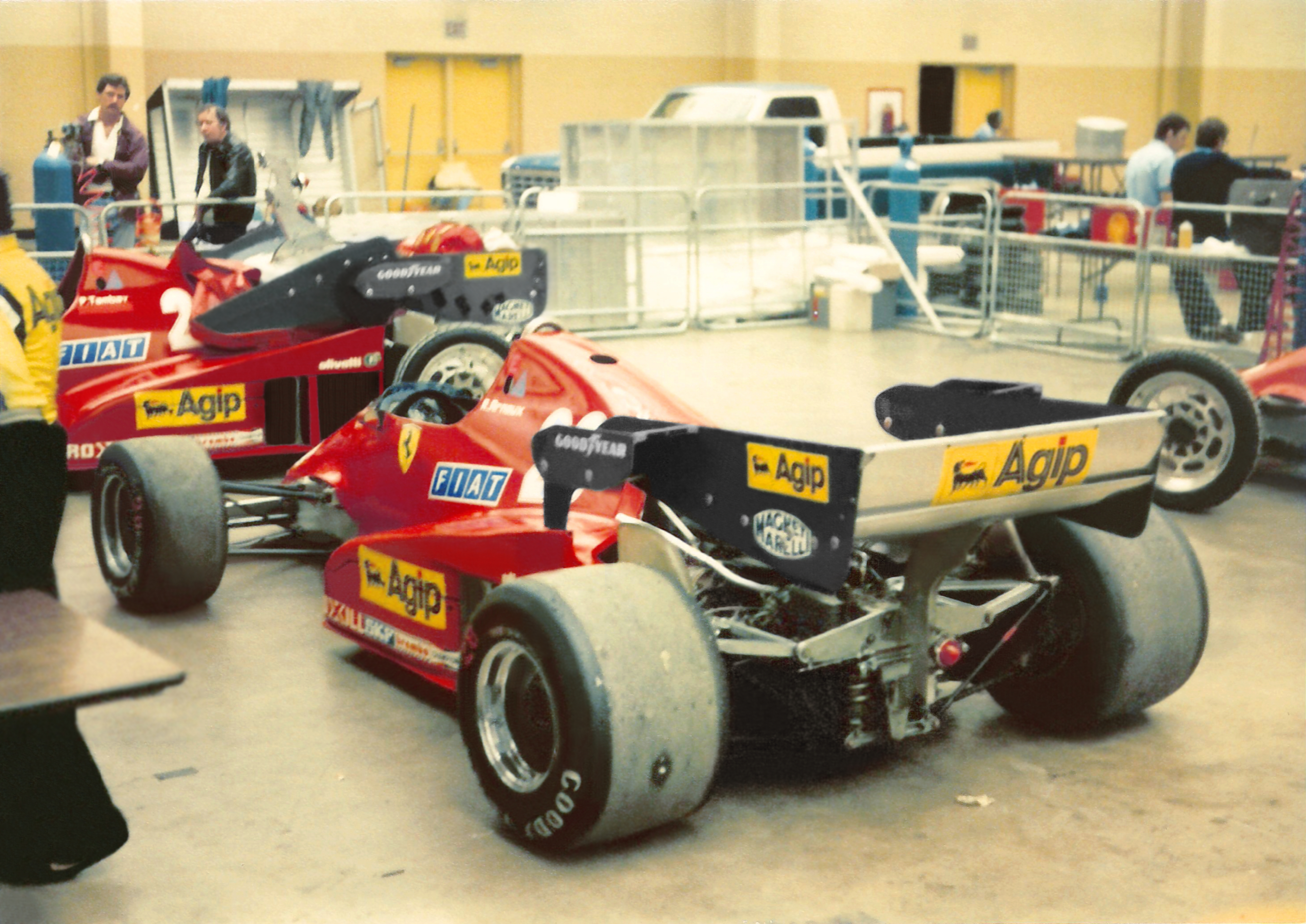
126C2B en el Gran Premio del este de los Estados Unidos de 1983 en Detroit

Desde la primera hasta la octava ronda de 1983, Ferrari puso en pista el 126C2B con la nueva dupla francesa de Patrick Tambay y René Arnoux. Aquel año, se prohibió el efecto suelo, por lo que Ferrari recurrió a un alerón trasero de grandes dimensiones buscando solventar la carga aerodinámica perdida. A su vez, los ingenieros lograron llevar el motor a unos 750 CV (740 HP; 552 kW) en la configuración de clasificación.
Tambay ganó el Gran Premio de San Marino y Arnoux hizo lo propio en Canadá, en la última carrera de este modelo, que fue sustituido por el 126C3 a partir de la siguiente.

### Ferrari 126C3

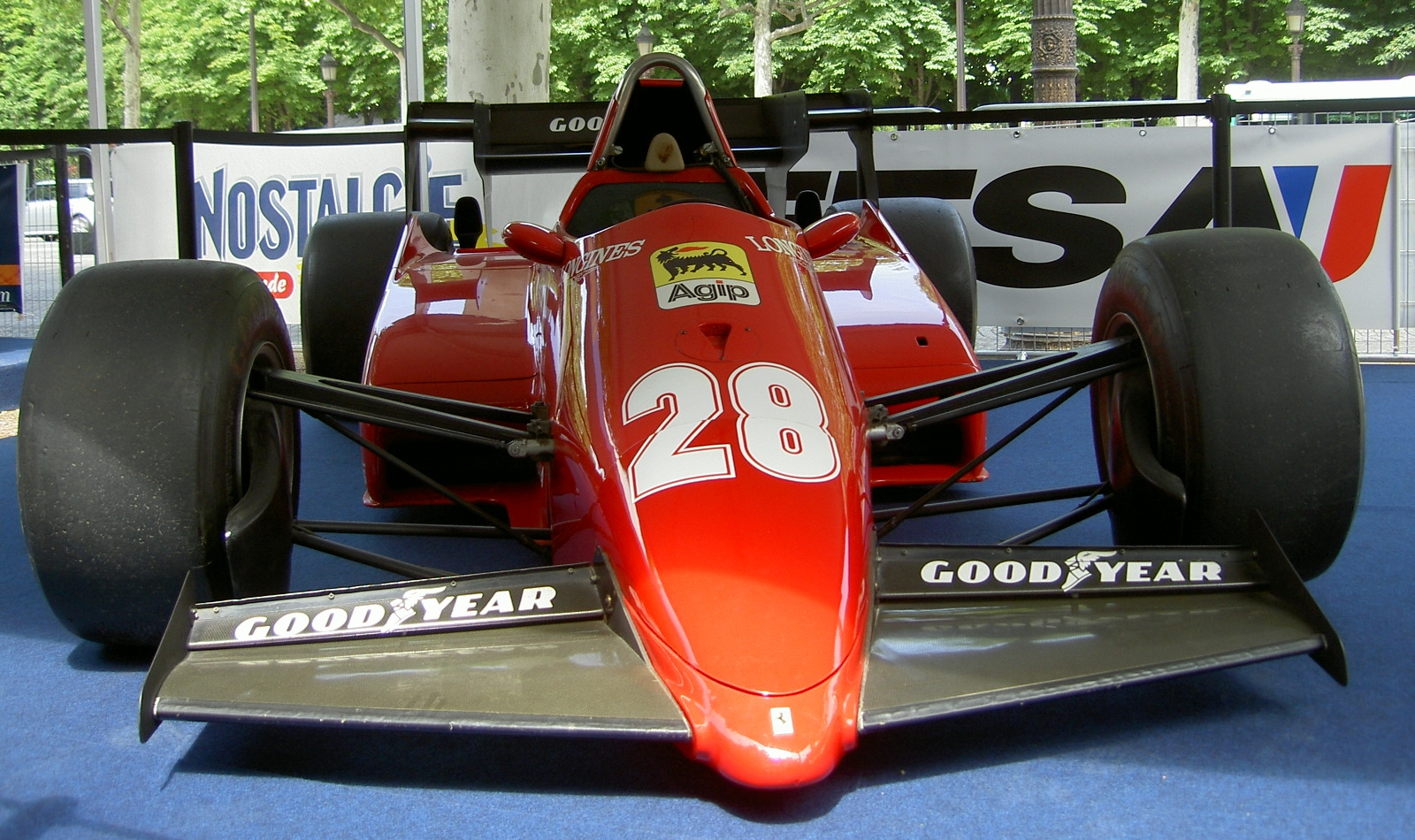
Ferrari 126C3 de René Arnoux

La principal novedad del 126C3 fue el chasis monocasco de fibra de carbono. Tras dos victorias en Alemania y Países Bajos y otros buenos resultados, Arnoux se ubicaba segundo en el campeonato detrás de Alain Prost (Renault). A falta de dos carreras, tenía dos puntos menos que su compatriota, pero no sumó ningún punto más y finalmente quedó tercero en el campeonato de pilotos. En cuando a Ferrari, retuvo el campeonato de constructores en 1983, esta vez sobre Renault.

### Ferrari 126C4

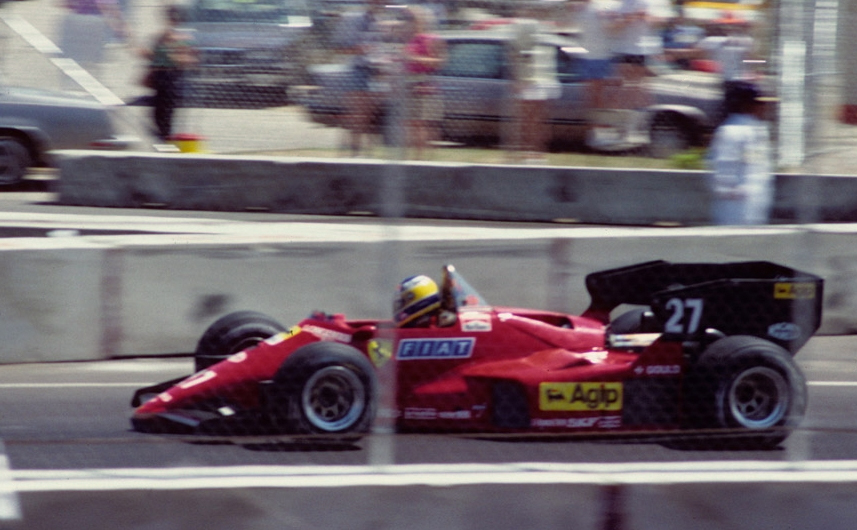
Michele Alboreto en el 126C4 en el Gran Premio de los Estados Unidos de 1984

El 126C4 fue el monoplaza que Ferrari utilizó en la temporada 1984, la última versión del 126C ya que fue remplazado por el Ferrari 156/85 al año siguiente. El 126C4 redujo un 6% de peso de su versión antecesora, logrando el peso mínimo reglamentario de 540 kg (1190 libras). Se realizó un importante rediseño de los pontones, radiadores y alerones.
Michele Alboreto fue el nuevo compañero de Arnoux y quien logró la única victoria de aquel año para la escudería italiana. En una temporada dominada por los McLaren-TAG Porsche, Ferrari se alzó con el segundo puesto en el campeonato de constructores.

## Resultados

### Fórmula 1
(Clave) (negrita indica pole position) (cursiva indica vuelta rápida)

| Año     | Monoplaza | Motor        | Neu. |    | Pilotos           | 1   | 2   | 3   | 4   | 5   | 6   | 7   | 8   | 9   | 10  | 11  | 12  | 13  | 14  | 15  | 16  | Puntos | Pos. |
| ------- | --------- | ------------ | ---- | -- | ----------------- | --- | --- | --- | --- | --- | --- | --- | --- | --- | --- | --- | --- | --- | --- | --- | --- | ------ | ---- |
| 1981    |           |              |      |    |                   | USW | BRA | ARG | SMR | BEL | MON | ESP | FRA | GBR | GER | AUT | NED | ITA | CAN | LVG |     | 34     | 5.º  |
| 1981    | 126CK     | 021 V6 1.5 t | M    | 27 | Gilles Villeneuve | Ret | Ret | Ret | 7   | 4   | 1   | 1   | Ret | Ret | 10  | Ret | Ret | Ret | 3   | DSQ |     | 34     | 5.º  |
| 1981    | 126CK     | 021 V6 1.5 t | M    | 28 | Didier Pironi     | Ret | Ret | Ret | 5   | 8   | 4   | 15  | 5   | Ret | Ret | 9   | Ret | 5   | Ret | 9   |     | 34     | 5.º  |
| 1982    |           |              |      |    |                   | RSA | BRA | USW | SMR | BEL | MON | USE | CAN | NED | GBR | FRA | GER | AUT | SUI | ITA | LVG | 74     | 1.º  |
| 1982    | 126C2     | 021 V6 1.5 t | G    | 27 | Gilles Villeneuve | Ret | Ret | DSQ | 2   | DNS |     |     |     |     |     |     |     |     |     |     |     | 74     | 1.º  |
| 1982    | 126C2     | 021 V6 1.5 t | G    | 27 | Patrick Tambay    |     |     |     |     |     |     |     |     | 8   | 3   | 4   | 1   | 4   | DNS | 2   | DNS | 74     | 1.º  |
| 1982    | 126C2     | 021 V6 1.5 t | G    | 28 | Didier Pironi     | 18  | 6   | Ret | 1   | DNS | 2   | 3   | 9   | 1   | 2   | 3   | DNS |     |     |     |     | 74     | 1.º  |
| 1982    | 126C2     | 021 V6 1.5 t | G    | 28 | Mario Andretti    |     |     |     |     |     |     |     |     |     |     |     |     |     |     | 3   | Ret | 74     | 1.º  |
| 1983    |           |              |      |    |                   | BRA | USW | FRA | SMR | MON | BEL | USE | CAN | GBR | GER | AUT | NED | ITA | EUR | RSA |     | 89     | 1.º  |
| 1983    | 126C2B    | 021 V6 1.5 t | G    | 27 | Patrick Tambay    | 5   | Ret | 4   | 1   | 4   | 2   | Ret | 3   |     |     |     |     |     |     |     |     | 89     | 1.º  |
| 1983    | 126C2B    | 021 V6 1.5 t | G    | 28 | René Arnoux       | 10  | 3   | 7   | 3   | Ret | Ret | Ret | 1   |     |     |     |     |     |     |     |     | 89     | 1.º  |
| 1983    | 126C3     | 021 V6 1.5 t | G    | 27 | Patrick Tambay    |     |     |     |     |     |     |     |     | 3   | Ret | Ret | 2   | 4   | Ret | Ret |     | 89     | 1.º  |
| 1983    | 126C3     | 021 V6 1.5 t | G    | 28 | René Arnoux       |     |     |     |     |     |     |     |     | 5   | 1   | 2   | 1   | 2   | 9   | Ret |     | 89     | 1.º  |
| 1984    |           |              |      |    |                   | BRA | RSA | BEL | SMR | FRA | MON | CAN | USE | USA | GBR | GER | AUT | NED | ITA | EUR | POR | 57.5   | 2.º  |
| 1984    | 126C4     | 031 V6 1.5 t | G    | 27 | René Arnoux       | Ret | Ret | 3   | 2   | 4   | 3   | 5   | Ret | 2   | 6   | 6   | 7   | 11  | Ret | 5   | 9   | 57.5   | 2.º  |
| 1984    | 126C4     | 031 V6 1.5 t | G    | 28 | Michele Alboreto  | Ret | 11  | 1   | Ret | Ret | 6   | Ret | Ret | Ret | 5   | Ret | 3   | Ret | 2   | 2   | 4   | 57.5   | 2.º  |
| Fuente: |           |              |      |    |                   |     |     |     |     |     |     |     |     |     |     |     |     |     |     |     |     |        |      |